# Gózd (powiat rycki)
Gózd – wieś w Polsce położona w województwie lubelskim, w powiecie ryckim, w gminie Kłoczew.
| SIMC    | Nazwa           | Rodzaj    |
| ------- | --------------- | --------- |
| 0674158 | Budy            | część wsi |
| 0674164 | Jagodne-Kolonia | część wsi |

Wieś w ziemi stężyckiej w województwie sandomierskim w XVI wieku była własnością wdowy po Mikołaju Samborzeckim. W latach 1954–1972 wieś należała i była siedzibą władz gromady Gózd. W latach 1975–1998 miejscowość administracyjnie należała do województwa siedleckiego.
Wieś jest sołectwem w gminie Kłoczew. Według Narodowego Spisu Powszechnego z roku 2011 wieś liczyła 432 mieszkańców.
W miejscowości znajduje się mały kościółek, będący siedzibą parafii Świętych Piotra i Pawła, należącej do Kościoła Starokatolickiego Mariawitów. W bezpośrednim sąsiedztwie kościółka mieści się kaplica domowa, będąca siedzibą parafii Kościoła Katolickiego Mariawitów (pw. Przenajświętszego Sakramentu). We wsi znajduje się także mariawicki cmentarz, służący parafiom obu denominacji. 
Wierni Kościoła rzymskokatolickiego należą do parafii Świętych Apostołów Piotra i Pawła w Okrzei.
Nazwę miejscowości z Gozd na Gózd zmieniło Rozporządzenie Ministra Spraw Wewnętrznych i Administracji z dnia 15 grudnia 2006 r. (Dz.U. z 22 grudnia 2006 Nr 240 poz. 1746) w sprawie ustalenia, zmiany i znoszenia urzędowych nazw niektórych miejscowości oraz obiektu fizjograficznego.